# Scyliorhinus cervigoni
Scyliorhinus cervigoni е вид хрущялна риба от семейство Scyliorhinidae.

## Разпространение
Видът е разпространен в Ангола, Бенин, Габон, Гамбия, Гана, Гвинея, Гвинея-Бисау, Демократична република Конго, Екваториална Гвинея, Камерун, Кот д'Ивоар, Либерия, Мавритания, Нигерия, Сенегал, Сиера Леоне и Того.